# جسر هوراه
جسر هوراه هو جسر له بحر معلق فوق نهر هوغلي في البنغال الغربية بالهند. أُمر ببناء الجسر في عام 1943، وكان اسمه في الأصل جسر هوراه الجديد، لأنه حل محل جسر عائم في نفس الموقع يربط مدينتي هوراه وكولكاتا (كلكتا). أُعيدت تسميته في 14 يونيو عام 1965 إلى رابيندرا سيتو على اسم الشاعر البنغالي العظيم رابيندراناث طاغور، وهو أول هندي وآسيوي يحصل على جائزة نوبل. لا يزال الجسر يُعرف شعبيًا باسم جسر هوراه.
يُعتبر الجسر واحدًا من أربعة جسور على نهر هوغلي وهو أحد رموز كولكاتا والبنغال الغربية الشهيرة. الجسور الأخرى هي جسر فيدياساجار سيتو (يُعرف شعبيًا باسم جسر هوغلي الثاني) وجسر فيفيكاناندا سيتو وجسر نيفيديتا سيتو الذي بُني حديثًا. يتميز بصموده أمام العواصف في منطقة خليج البنغال، إذ يحمل حركة مرور يومية تُقارب 100,000 مركبة وربما أكثر من 150,000 من المشاة، ما يجعله بسهولة من أكثر الجسور الكابولية ازدحامًا في العالم. يُعد جسر هوراه ثالث أطول جسر كابولي في وقت بنائه، وهو حاليًا سادس أطول جسر من نوعه في العالم.

## تاريخه

### اقتراح من تورنبول في عام 1862
طلبت حكومة البنغال في عام 1862 من جورج تورنبول، كبير المهندسين في شركة سكك حديد الهند الشرقية، دراسة جدوى جسر على نهر هوغلي. أنشأ مؤخرًا محطة سكك حديد الشركة في هوراه. ذكر في 19 مارس، بناءً على الرسومات ذات مقياس الرسم الكبير والتقديرات، ما يلي. ثم بُني بعدها الجسر:
1. ستكون أساسات الجسر في كلكتا على عمق وتكلفة كبيرين بسبب عمق الطين هناك.
2. سيكون عائق الشحن كبيرًا.
3. المكان الجيد للجسر في بولتا غات «على بعد عشرة أميال تقريبًا من شمال كلكتا» حيث «يوجد قاع من الطين الصلب على عمق قريب تحت قاع النهر».
4. يتكون الجسر الجمالوني المعلق من خمسة بحور بطول 401 قدمًا (122 مترًا) وبحرين بطول 200 قدمًا (61 مترًا) ما يجعله مثاليًا.

### الجسر العائم
عُينت لجنة في الفترة من عام 1855 إلى عام 1856 لمراجعة الاختيارات لبناء جسر عبر النهر، في ضوء تزايد حركة المرور عبر نهر هوغلي. وُضعت الخطة على الرف منذ عام 1859 وحتى عام 1860 وأُعيد إحياؤها مرة أخرى في عام 1868، عندما تقرر بناء الجسر وعُينت لجنة حديثة لإدارته. تأسس ميناء كلكتا في عام 1870، ومررت الإدارة التشريعية لحكومة البنغال آنذاك قانون جسر هوراه في عام 1871 بموجب قانون البنغال التاسع لعام 1871، لتمكين نائب حاكم الولاية من بناء الجسر برأس مال حكومي تحت رعاية مفوضي الميناء.
وُقع عقد في النهاية مع السير برادفورد ليزلي لبناء جسر عائم. بُنيت أجزاء مختلفة في إنجلترا وشُحنت إلى كلكتا، حيث رُكب بعضها على بعض. كانت فترة التركيب محفوفة بالمشاكل. تعرض الجسر لأضرار كثيرة بسبب الإعصار الكبير في 20 مارس عام 1874. انفصلت باخرة تُدعى إجيريا عن مراسيها واصطدمت بالجسر وأغرقت ثلاث عوامات ودمرت نحو 200 قدم من الجسر. اكتمل بناء الجسر في عام 1874، بتكلفة إجمالية قدرها 2.2 مليون روبية هندية، وفُتح أمام حركة المرور في 17 أكتوبر من ذلك العام. يبلغ طول الجسر 1528 قدمًا وعرضه 62 قدمًا، مع أرصفة بعرض 7 أقدام على كلا الجانبين. كان الجسر في البداية مفتوحًا بشكل دوري للسماح للبواخر والمركبات البحرية الأخرى بالمرور من خلاله. كان الجسر مفتوحًا أمام مرور السفن خلال النهار فقط قبل عام 1906. بدأ الجسر في فتح أبوابه ليلًا منذ يونيو من ذلك العام لجميع السفن باستثناء بواخر المحيطات، والتي كانت مطلوبة للمرور خلال النهار. أُضيئ الجسر بواسطة أعمدة الإنارة الكهربائية منذ 19 أغسطس عام 1879، والتي تُدار بالدينامو في محطة ضخ موليك غات. بدأ مفوضو الميناء في التخطيط لإنشاء جسر جديد مُعدل في عام 1905، نظرًا لعدم تمكن الجسر من التعامل مع الحمولة المتزايدة بسرعة.